# ريما صلاح
ريما صلاح في الوقت الحالي رئيسة اتحاد السلام للطفولة المبكرة (ECPC)، وأستاذة مساعدة أكاديمية في مركز دراسة الطفل، في كلية الطب بجامعة ييل.
بالإضافة إلى ذلك فإنها عضو في المجلس الاستشاري الدولي للكلية الأكاديمية الجامعية المؤيدة لحقوق الإنسان ضد العنف في بيروت، لبنان. كما أن صلاح عضو في مجلس إدارة منظمة المرأة من أجل المرأة الدولية، والشبكة العالمية للنساء بناة السلام، وعلاج العنف العالمي.
وهي أيضًا عضو في فريق الأمين العام المعني بعمليات السلام.

## بداية حياتها وتعليمها
صلاح مواطنة أردنية تتحدث ثلاث لغات هي: العربية، والإنجليزية، والفرنسية. حاصلة على شهادة الدكتوراه في علم ثقافة الإنسان من جامعة ولاية نيويورك، بينغامتون. أمضت صلاح عامًا في مخيم البقعة للاجئين الفلسطينيين بالقرب من عمان، الأردن في أثناء برنامج الدكتوراه، بينما أجرت بحث أطروحة الدكتوراه الخاصة بها، التي تناولت الوضع المتغير لثلاثة أجيال من النساء الفلسطينيات في مخيمات اللاجئين فيما يتعلق بالتعليم والمشاركة العامة/ المجتمعية.
حصلت صلاح أيضًا على شهادة الماجستير في التربية، وعلم الاجتماع، وعلم ثقافة الإنسان من جامعة ولاية نيويورك - فريدونيا، وحصلت على درجة البكلوريوس في علم الاجتماع والعمل الاجتماعي من كلية بيروت للبنات – لبنان (المعروفة في الوقت الحاضر باسم الجامعة اللبنانية الأمريكية).
بدأت صلاح حياتها المهنية باعتبارها مدرسة في المدارس الحكومية الأردنية في عام 1965 قبل عملها في مجال المناصرة الدولية لحقوق الأطفال والنساء. بناء على تركها مهنة التدريس؛ عملت صلاح باعتبارها مشرفًا للاختصاصيين الاجتماعيين في خدمات الإغاثة الكاثوليكية في القدس لصالح المنظمة الإنسانية للاجئين والنازحين، من عام 1967 حتى عام 1975.
أمضت صلاح من عام 1972 حتى عام 1987 وقتًا في إلقاء العديد من المحاضرات حول مختلف المواضيع، مثل العمل الاجتماعي، وعلم الاجتماع، وعلم النفس، واللغة العربية عبر العديد من المنظمات والمؤسسات، بما في ذلك مدرسة العمل الاجتماعي في دار الطفل العربي في القدس، والمنظمة السويدية للإغاثة الفردية في القدس، وجامعة ولاية نيويورك في بنغامتون، وكلية بينغهامتون المجتمعية في بينغهامتون، نيويورك.

## وظائف في الدبلوماسية وبناء السلام وحقوق الطفل وحقوق المرأة

### منصبها في الأُمم المتحدة
قضت صلاح ما يقارب 30 عامًا من الخدمة المهنية في الأمم المتحدة. انضمت إلى اليونيسيف في عام1987  باعتبارها رئيسة للمكتب في بلوشستان، باكستان. أصبحت صلاح بعد مرور خمس سنين في باكستان ممثل اليونيسيف في أواغادوغو، بوركينا فاسو من عام 1992  حتى 1995 ، وممثلة اليونيسيف في هانوي، فيتنام من عام 1995  حتى 1999.
كانت مديرة اليونيسيف الإقليمية لغرب ووسط أفريقيا من عام 1999 حتى 2004 ، وكانت مسؤولة عن عمل اليونيسيف في23  دولة أفريقية. كانت نائبة المدير التنفيذي لليونيسيف في نيويورك بين عامي 2004 و2007 . كانت نائبة الممثل الخاص للأمين العام لبعثة الأمم المتحدة في جمهورية أفريقيا الوسطى وتشاد من عام 2008  حتى 2010. عادت صلاح إلى مقر اليونيسيف من عام 2011  حتى 2012  باعتبارها نائبًا للمدير التنفيذي، والضابط المسؤول عن العلاقات الخارجية.

### اتحاد السلام للطفولة المبكرة (ECPC)
لعبت صلاح دورًا رئيسيًا في عام 2012 في تأسيس اتحاد السلام للطفولة المبكرة باعتبارها مؤسسًا مشاركًا. تعتبر(ECPC)  شبكة تعمل بصفتها هيئة موحدة من أصحاب المصلحة عبر القطاعات، بما في ذلك المجتمع المدني، ووسائل الإعلام، والمسؤولين الحكوميين، والمؤوسسات الخيرية، والمنظمات، وكذلك الممارسين الأكاديميين، والذين يناصرون بناء السلام والوقاية من العنف خلال الطفولة المبكرة.
شاركت صلاح مع عضو(ECPC)  الدكتور جيمس لكمان، وأستاذ الأنثروبولوجيا والصحة والشؤون العلمية في جامعة ييل، والمستشارة الخبيرة في(ECPC)  الدكتورة كاثرين بانتر بريك في تحرير كتاب مسارات إلى السلام.